# Ödön Zombori
Ödön Zombori (Szenta, Somogy, 22 de setembro de 1906 — Budapeste, 29 de novembro de 1989) foi um lutador de luta livre húngaro.

## Carreira
Foi vencedor da medalha de ouro na categoria até 56 kg em Berlim 1936.
Foi vencedor da medalha de prata na categoria até 56 kg em Los Angeles 1932.